# Anogeissus
- Commons
- Wikispecies

Anogeissus (DC.) Wall. é um género botânico pertencente à família Combretaceae.

## Sinonímia
- Finetia Gagnep.

## Espécies
- Anogeissus acuminata
- Anogeissus bentii
- Anogeissus dhofarica
- Anogeissus latifolia
- Anogeissus leiocarpus
- Anogeissus rotundifolia
- Anogeissus schimperi
- Anogeissus sericea
- Lista completa